# Beaumont (California)
Beaumont es una ciudad ubicada en el condado de Riverside en el estado estadounidense de California, fundada en 1912. En el año 2020 tenía una población de 53,036 habitantes y una densidad poblacional de 675.43 personas por km².

## Geografía
Beaumont se encuentra ubicada en las coordenadas 33°55′27″N 116°58′25″O / 33.92417, -116.97361. Según la Oficina del Censo, la ciudad tiene un área total de 70,4 km² (27,2 mi²), de la cual 70,4 km² (27,2 mi²) es tierra y 0 km² (0 mi²) (0.0%) es agua.

## Demografía
Según la Oficina del Censo en 2008 los ingresos medios por hogar en la localidad eran de $58,287, y los ingresos medios por familia eran $71,726. Los hombres tenían unos ingresos medios de $30,829 frente a los $20,613 para las mujeres. La renta per cápita para la localidad era de $14,141. Alrededor del 20.2% de la población estaban por debajo del umbral de pobreza.